# Каламес (Айова)
Каламес (англ. Calamus) — місто (англ. city) в США, в окрузі Клінтон штату Айова. Населення — 356 осіб (2020).

## Географія
Каламес розташований за координатами 41°49′35″ пн. ш. 90°45′36″ зх. д. / 41.82639° пн. ш. 90.76000° зх. д. (41.826494, -90.760015).  За даними Бюро перепису населення США в 2010 році місто мало площу 1,25 км², уся площа — суходіл.

## Демографія
Згідно з переписом 2010 року, у місті мешкало 439 осіб у 175 домогосподарствах у складі 127 родин. Густота населення становила 351 особа/км².  Було 185 помешкань (148/км²).
Расовий склад населення:
| - 95,9 % — білих - 0,2 % — корінних американців |

До двох чи більше рас належало 3,0 %. Частка іспаномовних становила 1,6 % від усіх жителів.
За віковим діапазоном населення розподілялося таким чином: 26,7 % — особи молодші 18 років, 55,5 % — особи у віці 18—64 років, 17,8 % — особи у віці 65 років та старші. Медіана віку мешканця становила 40,2 року. На 100 осіб жіночої статі у місті припадало 102,3 чоловіків;  на 100 жінок у віці від 18 років та старших — 96,3 чоловіків також старших 18 років.
Середній дохід на одне домашнє господарство  становив 57 769 доларів США (медіана — 55 000), а середній дохід на одну сім'ю — 65 418 доларів (медіана — 62 188). За межею бідності перебувало 8,8 % осіб, у тому числі 11,3 % дітей у віці до 18 років та 11,1 % осіб у віці 65 років та старших.
Цивільне працевлаштоване населення становило 193 особи. Основні галузі зайнятості: освіта, охорона здоров'я та соціальна допомога — 21,8 %, виробництво — 19,7 %, будівництво — 16,1 %.